# Platyrhacus subspinosus
Platyrhacus subspinosus är en mångfotingart som beskrevs av Pocock 1894. Platyrhacus subspinosus ingår i släktet Platyrhacus och familjen Platyrhacidae. Inga underarter finns listade i Catalogue of Life.